# Das Haus nebenan – Chronik einer französischen Stadt im Kriege
Das Haus nebenan – Chronik einer französischen Stadt im Kriege (Originaltitel: Le chagrin et la pitié, alternativ Leid und Mitleid) ist ein französischer Dokumentarfilm  von Marcel Ophüls. Der vierstündige Schwarzweißfilm wurde 1969 in zwei Teilen vorgestellt.

## Handlung
Der Film handelt von dem Widerstand und Kollaboration der französischen Bevölkerung sowie des Vichy-Regimes während der deutschen Besatzungszeit im Zweiten Weltkrieg. Dies wird am Beispiel der Stadt Clermont-Ferrand und Umgebung in der Auvergne dargestellt. Sie stand seit November 1942 unter deutscher Besatzung. Mit Hilfe von Interviews und teilweise bis dahin unveröffentlichtem historischem Filmmaterial wird die damalige Situation dargestellt.
Es geht dabei nicht nur um die großen Ereignisse, sondern vor allem um den Alltag. Der Film vermittelt  eine Sichtweise von Kollaboration und Résistance, die bis dahin tabuisiert war. Das gezeigte Bild vom Frankreich des Vichy-Regimes bricht mit dem bis dahin gepflegten Klischee eines geeinten Landes, das gegen die deutschen Besatzer kämpfte. Neben den mutigen Taten Einzelner wird deutlich, dass für einen großen Teil der Bevölkerung alltägliche Feigheit bestimmend war.
Zu Wort kommen Widerstandskämpfer, Kollaborateure und Angehörige der Miliz, aber auch Durchschnittsbürger, die unentschlossen zwischen den Fronten lavierten, sowie Politiker, unter ihnen Pierre Mendès France, Georges Bidault und Jacques Duclos; daneben  zwei ehemalige deutsche Besatzungssoldaten. Besonders die Schilderungen von Christian de la Mazière, einem Kollaborateur, der 1944 sogar in die Waffen-SS eingetreten war, boten eine völlig neue, für viele Franzosen schockierende Perspektive auf die Besatzungszeit.

## Hintergrund
Der Dokumentarfilm befasst sich mit der Aufarbeitung von Kollaboration und Widerstand sowie des Antisemitismus in Frankreich.
Vor diesem Hintergrund wurde der Film als Provokation aufgefasst und löste bei seinem Kinostart am 5. April 1971 in Frankreich umfangreiche Diskussionen aus; es gab bei Produktion und Veröffentlichung des Filmes ähnliche Probleme wie bei dem Film „Der gewöhnliche Faschismus“. Der ursprünglich vom ORTV finanzierte Film wurde erst mit Geldern aus Deutschland und der Schweiz fertiggestellt. In Frankreich wurde der Film erst 1981, über ein Jahrzehnt nach seiner Uraufführung (Kino) im französischen Fernsehen ORTF gezeigt. Das französische staatliche Fernsehen ORTF hatte den Kauf abgelehnt.
In Deutschland zeigte die ARD  im Jahr 1969 eine gekürzte Fassung. Die deutsche Erstaufführung der ungekürzten Fassung fand 1972 bei den Internationalen Filmfestspielen Berlin im Rahmen des 2. Internationalen Forums des Jungen Films statt.

## Kritik
Der Film wird allgemein als wertvoller Dokumentarfilm angesehen, wurde entsprechend ausgezeichnet, wiederholt auf internationalen Filmfestivals und oft in Kinos gezeigt.

## Auszeichnungen
- 1972: Oscarnominierung als Bester Dokumentarfilm
- 1972: BAFTA Award bester ausländischer Fernsehfilm
- 1973: Kansas City Film Critics Circle Award Bester Dokumentarfilm
- 1972: National Board of Review bester ausländischer Film
- 1972: National Society of Film Critics Award Nominierung als Bester Film (5.fünfter Platz)
- 1973: New York Film Critics Circle Award Bester Dokumentarfilm